# 더톈-반족 폭포
더톈-반족 폭포(베트남어: thác Bản Giốc, 중국어: 德天—板约大瀑布)는 중국과 베트남 국경에 있는 두 폭포를 이르는 말이다. 꺼이쑤언 강에서 발원하는 폭포로 국경에 걸친 폭포로는 4번째로 크고, 그 높이가 30m에 달한다.
중국 다신현과 베트남 쭝카인현 사이에 위치한다.